# 湯瀬温泉
湯瀬温泉（ゆぜおんせん）は、秋田県鹿角市八幡平にある温泉。米代川沿いに温泉街がある。川の瀬から湯が湧出していたことが、温泉名の由来ともなった。

## 泉質
- アルカリ性単純温泉
  - 源泉温度 58℃
  - PH 8.9
  - 成分総計 628 mg/kg

美肌に対する効能があるとされる。
アルカリ性単純温泉であるので、硫黄臭はない。
湯瀬温泉は米代川河畔から持ち上がる急峻な斜面の下に湧出するものが多く、泉温は25度〜60度とされている。ただし、湧出量は毎分数リットル〜30リットルとされていて、あまり多くはない。温泉の北側に行くと温度が低いという調査結果が発表されている。
個人用、個人と営業の併用、営業用の用途に分かれていて、源泉は20程度と見られる。自噴とポンプアップが半々で、どちらかというとやや零細な温泉群と見られる。電気的な分析から、含有成分は豊富であり、肌に優しい温泉と言うことになる。

## 温泉街

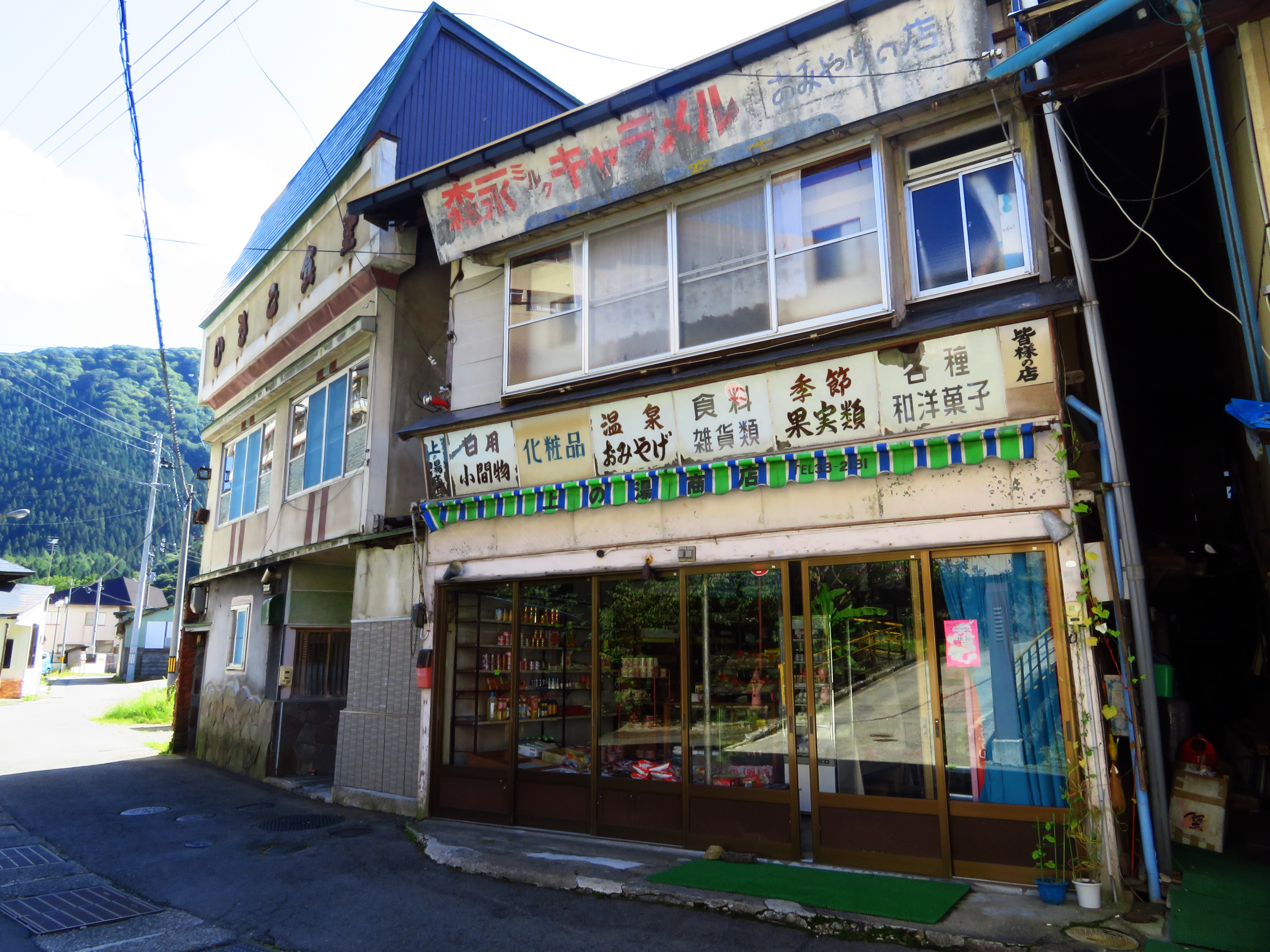
温泉街

5軒の旅館、ホテルが存在する。その中の「和心の宿 姫の湯」はマイステイズ・ホテル・グループの経営、「四季彩り秋田づくし 湯瀬ホテル」は株式会社せせらぎ宿の経営である。

## 歴史

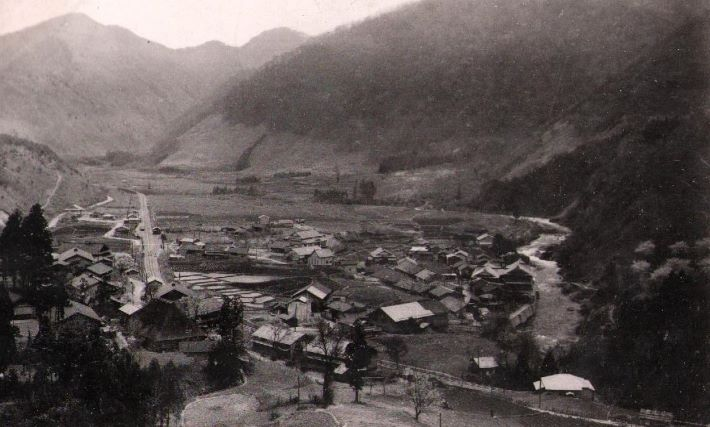
第二次世界大戦前の湯瀬温泉全景（当時の絵葉書）

温泉旅館の開業は1909年以降である。

## アクセス
鉄道
東日本旅客鉄道（JR東日本）花輪線湯瀬温泉駅下車